# Grace Hopper

Zapis w dzienniku obsługi Mark II

Grace Hopper, z d. Murray (ur. 9 grudnia 1906 w Nowym Jorku, zm. 1 stycznia 1992 w hrabstwie Arlington) – amerykańska pionierka informatyki. Przez szereg lat służyła w United States Navy, w 1986 przeszła w stan spoczynku w stopniu kontradmirała (rear admiral (lower half)).

## Życiorys
Uczęszczała do kolegium przygotowawczego Hartidge School. W wieku 17 lat rozpoczęła naukę w Vassar College i w 1928 uzyskała licencjat z matematyki. Następnie studiowała na Uniwersytecie Yale, gdzie zdobyła zarówno tytuł magistra, jak i stopień doktora matematyki (jako pierwsza kobieta w dziejach tej uczelni), by potem powrócić do Vassar College i prowadzić tam wykłady. Należała do prestiżowej społeczności Phi Beta Kappa. W 1941 r. objęła stanowisko profesora nadzwyczajnego.
W 1943 dołączyła do korpusu rezerwy Marynarki Wojennej Stanów Zjednoczonych i otrzymała stanowisko w Biurze Projektu Wyliczeń Nawigacyjnych działającym przy Uniwersytecie Harvarda.
Współpracowała w latach II wojny światowej i po niej przy opracowaniu translatorów i pierwszych języków programowania, między innymi języka COBOL.
W 1952 zaprezentowała ideę kompilatora w artykule The education of a computer. Pod koniec tego samego roku napisała pierwszy kompilator (A-0 system) dla UNIVAC I.
Grace Hopper była, obok Richarda Miltona Blocha i Roberta Campbella, jedną z programistek maszyny Harvard Mark I. Zasłynęła spopularyzowaniem określenia bug w słownictwie informatycznym (pomimo że tak naprawdę to nie ona jest twórcą tego terminu). Sytuacja miała miejsce, kiedy podczas pracy nad komputerem Mark II na Uniwersytecie Harvarda do wnętrza komputera dostała się ćma, która spowodowała awarię w jego funkcjonowaniu. Incydent ten Hopper zarejestrowała w dzienniku, załączając insekta oraz opisując zdarzenie jako "15:45 Relay #70 Panel F (moth) in relay. First actual case of bug being found.".
W 1949 przeniosła się do firmy komputerowej Eckert-Mauchly Computer Corporation w Filadelfii, gdzie pomagała przy projektowaniu pierwszego cyfrowego komputera przeznaczonego do szerokich zastosowań komercyjnych.
W 1977 objęła funkcję specjalnego doradcy przy wiceadmirale stojącym na czele Dowództwa ds. Automatyzacji Marynarki Wojennej.